# Élodie Godin
Élodie Godin, född den 5 juli 1985 i Cherbourg-Octeville, Frankrike, är en fransk basketspelare som tog OS-silver i dambasket vid olympiska sommarspelen 2012 i London.

## Klubbkarriär
- Bourges (2003–06), Valenciennes Olympic (2006–07)
- USK Prague (2007–08)
- Cras Taranto (2008- )